# Boogiepop Phantom
Boogiepop Phantom (ブギーポップは笑わない) é uma série anime de terror, com 12 episódios. Boogiepop Phantom se passa em um período de cinco anos, mostrando o passado e o presente muitas vezes. No presente um grande feixe de luz aparece no meio da noite e
misteriosamente alguns jovens começam a ganhar poderes especiais. Desde então alguns jovens começam a desaparecer, e esses desaparecimentos são atribuídos a uma lenda urbana chamada de Boogiepop. Boogiepop Phantom possui vários personagens com histórias diferentes, sendo que suas histórias vão se interligando conforme os episódios vão se passando.

## Personagens
- Boogiepop: Conhecida como a "Encarnação da morte" por alguns estudantes. Há rumores de que é a responsável pelos misteriosos desaparecimentos que estão ocorrendo.

- Toka Miyashita: Estudante da Academia Shinyo, foi hospitalizada quando pequena após sofrer um trauma.

- Nagi Kirima: Estudante da Academia Shinyo, é uma pessoa bastante solitária, ela investiga muitos acontecimentos estranhos que aconteceram na cidade após o misterioso feixe de luz.

## Episódios
1. Portraits From Memory
2. Portraits In Darkness
3. Life Can Be So Nice
4. My Fair Lady
5. Interlude
6. Mother's Day
7. Until Ure In My Arms Again
8. She's So Unusual
9. You'll Never Be Young Twice
10. Poom Poom
11. Under The Gravity's Rainbow
12. A Requiem